# テルナテ島

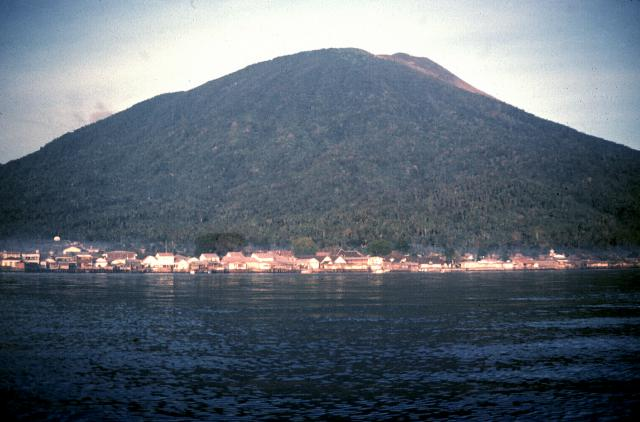
ガマラマ山

テルナテ島（テルナテとう、インドネシア語: Ternate）はインドネシアのモルッカ諸島にある島である。ハルマヘラ島の西海岸沖合10kmにあり、面積は106km2。人口は95,921人（2002年）。中心都市はテルナテで島の東海岸にある。テルナテ島の南には幅約1kmの海峡を挟んでティドレ島があり、この2つの島は大きさも地形もよく似ていて双子に喩えられる。
テルナテ島はマルク州に属していたが、1999年に北マルク州が分離して成立すると、テルナテが事実上の州都になった（計画上の州都はハルマヘラ島のソフィフィ）。
島の最高峰は活火山のガマラマ山で、標高は1,715 mある。定期的に活動を繰り返しており、1538年に記録されて以来70回以上噴火している。最近では1980年9月に大きな噴火があり、3万人が近くのティドレ島に避難した。
バタビア航空ほかがジャカルタ直行便を運航している他、ローカル航空会社の近隣便がある。島内はバスが走り、テルナテに港がある。

## 歴史
オランダ人が19世紀にモルッカ諸島を植民地化するまで、テルナテ王国は現在のインドネシア東部の広い範囲を統治していた。16世紀末のスルタン・バブラ（Baabullah）はスラウェシ島の東部から、モルッカ諸島全体、小スンダ列島、パプアの一部にまで影響力を持ち、この時期がテルナテ王国の最盛期だった。
テルナテ島は丁子の数少ない産地として知られ、ヨーロッパ人が到達する以前から中国人やマレー人の商人が訪れていた。現在まで48代続くスルタンの家系は13世紀にマレー人によって建国されたといわれている。その後イスラム教が交易ルートに乗ってもたらされると、王家や住民の改宗が進んだ。
初めてテルナテ島を訪れたのはマラッカから来たポルトガルの探検家、フランシスコ・セラン（Francisco Serrão）らだった。彼らはモルッカ諸島探検航海中にセラム島の近くで難破し地元の住民に救助されていた。テルナテのスルタン・Abu Laisは彼らの困窮ぶりを耳にすると、1512年にテルナテ島まで連れて来させた。これを機にスルタンはポルトガル人と同盟を結び、島に砦を作ることを許可した。しかしポルトガル人のスルタン廃立への関与や宣教師たちの強引な布教活動などで住民の怒りを買い、1575年に島から追放された。
スペイン人はポルトガル人に対抗してティドレ島に拠点を置いていたが、1606年にテルナテ島のポルトガル人が築いた砦を占拠し、スルタンを捕まえてマニラに移送した。オランダ人は1599年にモルッカ諸島に進出していたが、1607年にはテルナテ島の一部を占領した。その後1663年にスペインが撤退するまでテルナテ島はオランダ領とスペイン領に二分された。
オランダは丁子の生産拠点をアンボン島など管理しやすい島に移したため、丁子貿易で栄えたテルナテ島はモルッカ諸島の政治経済の中心をアンボンに譲り渡した。
- イエズス会のフランシスコ・ザビエルは日本を訪れる3年前の1546年にアンボン島、テルナテ島、モロタイ島を訪れ布教活動をしている。
- イギリスの博物学者アルフレッド・ラッセル・ウォレスは1858年に自然選択説を独自に作り上げ、意見を聞こうとして論文をチャールズ・ダーウィンに宛てて送った。ダーウィンは自分の20年来の研究と極めて似通っていることに驚き、あわてて自分も論文を書き上げ、ウォレスの論文と同時発表という形にした。このダーウィンに宛てて送られた論文はテルナテ島で投函されたことから俗にテルナテ論文と呼ばれている。